# Dudu Myeni
Duduzile "Dudu" Cynthia Myeni (29 de octubre de 1963 - 14 de junio de 2024)fue una empresaria sudafricana, presidenta de South African Airways SOC Limited y presidenta ejecutiva de la Fundación Jacob Zuma desde septiembre de 2008.
Era conocida por su polémica implicación con South African Airways y por ser una amiga cercana del expresidente Jacob Zuma.
Durante la Comisión Zondo de investigación sobre la captura del Estado, el ex director de operaciones de Bosasa, Angelo Agrizzi, testificó que Myeni recibía pagos ilícitos mensuales de R300,000 en efectivo de Bosasa, que debían ser entregados al expresidente Zuma.
El 27 de mayo de 2020, en el Tribunal Superior de Pretoria, la jueza Ronel Tolmay declaró a Myeni como directora delincuente, prohibiéndole de por vida ocupar cualquier cargo de dirección. Myeni falleció de cáncer el 14 de junio de 2024, a los 60 años.

## Antecedentes
Myeni nació el 29 de octubre de 1963. Obtuvo su Certificado de Profesora de Primaria en el Colegio Madadeni y su Diploma de Profesora de Secundaria en el Colegio Umlazi. En 2009, el informe anual de SAA incluía una licenciatura en administración de la Universidad de Zululand entre sus cualificaciones. Fue eliminada el año siguiente después de que Myeni admitiera que estaba "estudiando para obtenerla" con dos asignaturas pendientes. Está incluida como una de las participantes en el consorcio Invictus, socio de BEE de la compañía minera sudafricana Gold Fields.

## Directorios
Myeni fundó una empresa de consultoría llamada Skills Dynamics en 1999, la cual ha facilitado varios programas de desarrollo social en nombre de varios Departamentos Gubernamentales y grandes corporaciones en y alrededor de Richards Bay.
A partir de 2015, también era miembro de la junta de la Fundación Jacob Zuma, así como vicepresidenta de la Asociación Africana del Agua, presidenta de la Asociación Sudafricana de Empresas de Servicios de Agua y de la Junta de Agua de Mhlathuze, y directora de Comercio e Inversión en KwaZulu-Natal.
En mayo de 2020, el Tribunal Superior de Pretoria declaró a Myeni como Directora Delincuente y le prohibió de por vida ocupar cualquier puesto de dirección en cualquier entidad después de que la Organización para Deshacer el Abuso de Impuestos (OUTA) y la Asociación de Pilotos de South African Airways (SAAPA) llevaron a Myeni a los tribunales por su conducta y acciones durante su período como presidenta de la junta de South African Airways (SAA).
La jueza Ronel Tolmay concluyó: "Este tribunal no puede sino encontrar que ella falló abismalmente en el cumplimiento de su deber fiduciario. En mi opinión, una orden de delincuencia de por vida es apropiada. La Sra. Myeni no es una persona idónea y apropiada para ser nombrada directora de cualquier empresa, y mucho menos de una empresa estatal".

## South African Airways
Myeni fue nombrada por primera vez en la junta directiva de South African Airways en 2009. Fue nombrada presidenta de la junta en 2012, tras la renuncia simultánea de ocho de sus catorce miembros, incluida la entonces presidenta de la compañía, Cheryl Carolus. En 2012/13 hizo que el entonces director ejecutivo interino, Vuyisile Kona, fuera removido de su puesto en la aerolínea en medio de acusaciones de que Myeni organizó el servicio de seguridad de la aerolínea para espiarlo.
En enero de 2014, seis directores no ejecutivos de South African Airways, propiedad del estado, escribieron al entonces ministro de Empresas Públicas, Malusi Gigaba, expresando su "gran insatisfacción" con el liderazgo de Myeni. En marzo de 2014, el nuevo director ejecutivo, Monwabisi Kalawe, acusó a Myeni de corrupción después de pagar por documentos que supuestamente mostraban que Myeni tenía cuentas bancarias en el extranjero por un valor de €18,5 millones. Estos documentos resultaron ser falsos y llevaron a procedimientos disciplinarios contra Kalawe. En mayo de 2014, Myeni acusó a Kalawe de serias violaciones de gobernanza, una acusación que Kalawe disputó, lo que llevó a Gigaba a declarar su "plena confianza" en Kalawe, luego de la llamada de Gigaba para que la aerolínea estatal solucionara sus problemas de gestión de larga data. Gigaba declaró que "tomaría medidas" contra Myeni por su disputa con Kalawe. Dentro de una semana de la declaración de Gigaba, el presidente Zuma lo trasladó al Departamento de Asuntos Internos. Gigaba fue reemplazado por Lynne Brown como ministra de Empresas Públicas. A solicitud de Zuma, Brown reemplazó a los críticos de Myeni en la aerolínea, manteniendo a Myeni en su puesto e instruyéndola para que reincorporara a Kalawe como director ejecutivo, una instrucción que Myeni ignoró.
En marzo de 2015, South African Airways firmó un acuerdo con Airbus como parte del plan de recuperación de la aerolínea para arrendar cinco Airbus A330s. En octubre de 2015, sin involucrar a los ejecutivos de South African Airways, Myeni informó a Airbus que la aerolínea renegociaría el acuerdo para que fuera una venta directa a un tercero no identificado que compraría los aviones en nombre de SAA. Esto generó preocupaciones sobre la corrupción, eludiendo el proceso normal de adquisición y desencadenando una cláusula en el acuerdo original que establecía que cualquier renegociación del acuerdo necesitaba ser aprobada por el Ministerio de Finanzas. En un editorial, Myeni afirmó que la razón por la que se necesitaba una empresa de alquiler de terceros era para mitigar el impacto de las tasas de cambio volátiles en los costos operativos de las aeronaves, reduciendo así la exposición de la aerolínea a monedas extranjeras.
A principios de diciembre de 2015, el entonces ministro de Finanzas, Nhlanhla Nene, rechazó la solicitud de Myeni para renegociar el acuerdo. Esta fue una de las causas sospechadas del controvertido reemplazo de Nene como ministro por el presidente Zuma, quien nombró a David van Rooyen una semana después. Esto causó una protesta pública y una reacción fuertemente negativa de los mercados internacionales, lo que llevó al reemplazo de van Rooyen cuatro días después por el conocido exministro de finanzas Pravin Gordhan (2009-2014). Gordhan rechazó la solicitud de Myeni y, en su lugar, anunció que se implementaría el acuerdo original para arrendar los aviones.

## Juicio de Directora Delincuente
En marzo de 2017, la Organización para Deshacer el Abuso de Impuestos (OUTA) y la Asociación de Pilotos de South African Airways (SAAPA) presentaron una solicitud en el Tribunal Superior de Pretoria para declarar a Myeni como Directora Delincuente en términos de la sección 162(5) de la Ley de Sociedades de Sudáfrica 71 de 2008.
La solicitud se basaba en la conducta de Myeni mientras era presidenta de la junta directiva de SAA. Durante esos cinco años (2012/13 a 2016/17), SAA acumuló pérdidas de R16.844 millones, aunque anteriormente había sido rentable.
Para asegurar que el juicio de delincuencia pudiera completarse en las cinco semanas asignadas, se decidió presentar pruebas sobre solo dos de los casos de presunta mala conducta: el ‘acuerdo con Emirates’ y la ‘transacción de intercambio con Airbus’.
OUTA y SAAPA llamaron a seis testigos contra Myeni, incluidos cuatro exejecutivos de SAA. Myeni fue la única testigo en su propia defensa.
En el argumento final, la abogada de los demandantes, Carol Steinberg, dijo que durante su tiempo en SAA, la Sra. Myeni bloqueó, retrasó y obstruyó iniciativas importantes para recuperar la aerolínea. Ella quebrantó la ley y violó principios básicos de gobernanza.
Las pruebas presentadas en el tribunal mostraron un patrón de mala conducta repetida: deshonestidad, obstrucción e interferencia, inserción indebida de intermediarios y fallos de gobernanza.
Acusada de llevar a la asediada SAA a la ruina, y basándose en sus acciones durante su mandato de cinco años como presidenta de la junta directiva de SAA, Myeni fue declarada Directora Delincuente y se le prohibió de por vida ocupar cualquier puesto de dirección por la jueza Ronel Tolmay en el Tribunal Superior de Pretoria el 27 de mayo de 2020.
Fuertemente crítica de las acciones de Myeni, la jueza Tolmay comentó: "Ella era una directora fuera de control; no tenía la más mínima consideración por su deber fiduciario hacia SAA". Como juez presidente, concluyó: "Este tribunal no puede sino encontrar que ella falló abismalmente en el cumplimiento de su deber fiduciario. En mi opinión, una orden de delincuencia de por vida es apropiada. La Sra. Myeni no es una persona idónea y apropiada para ser nombrada directora de cualquier empresa, y mucho menos de una empresa estatal".
La jueza también impuso los costos del juicio a Myeni.
La sentencia ahora pasa a la Autoridad Nacional de Procesamiento para que se pueda emprender un caso criminal.
El 15 de febrero de 2021, Myeni fracasó en su intento de suspender la orden de delincuencia en su contra. La banca completa del Tribunal Superior de North Gauteng eliminó el caso de Myeni de la lista, lo que resultó en que Myeni tuviera que renunciar inmediatamente a todos los puestos de dirección que ocupaba.

## Comisión Zondo
En 2019, la exdirectora financiera de SAA, Phumeza Nhantsi, testificó en la Comisión de Investigación Zondo sobre Alegaciones de Captura del Estado, implicando a Myeni en actividades ilegales cuando Myeni era presidenta de SAA. El 5 de noviembre de 2020, Myeni reveló repetidamente la identidad de un testigo estatal secreto, en violación de los términos establecidos por la Comisión. Esto resultó en que el juez Zondo solicitara que se presentaran cargos criminales contra Myeni.
El 4 de enero de 2022, se publicó la Parte 1 del Informe de la Comisión Zondo. En él se recomendaba que Myeni fuera acusada de corrupción y fraude debido a sus actividades en SAA.
Myeni fue arrestada por cargos de fraude y corrupción en septiembre de 2023.